# Dendrochilum
Dendrochilum är ett släkte av orkidéer. Dendrochilum ingår i familjen orkidéer.

## Bildgalleri

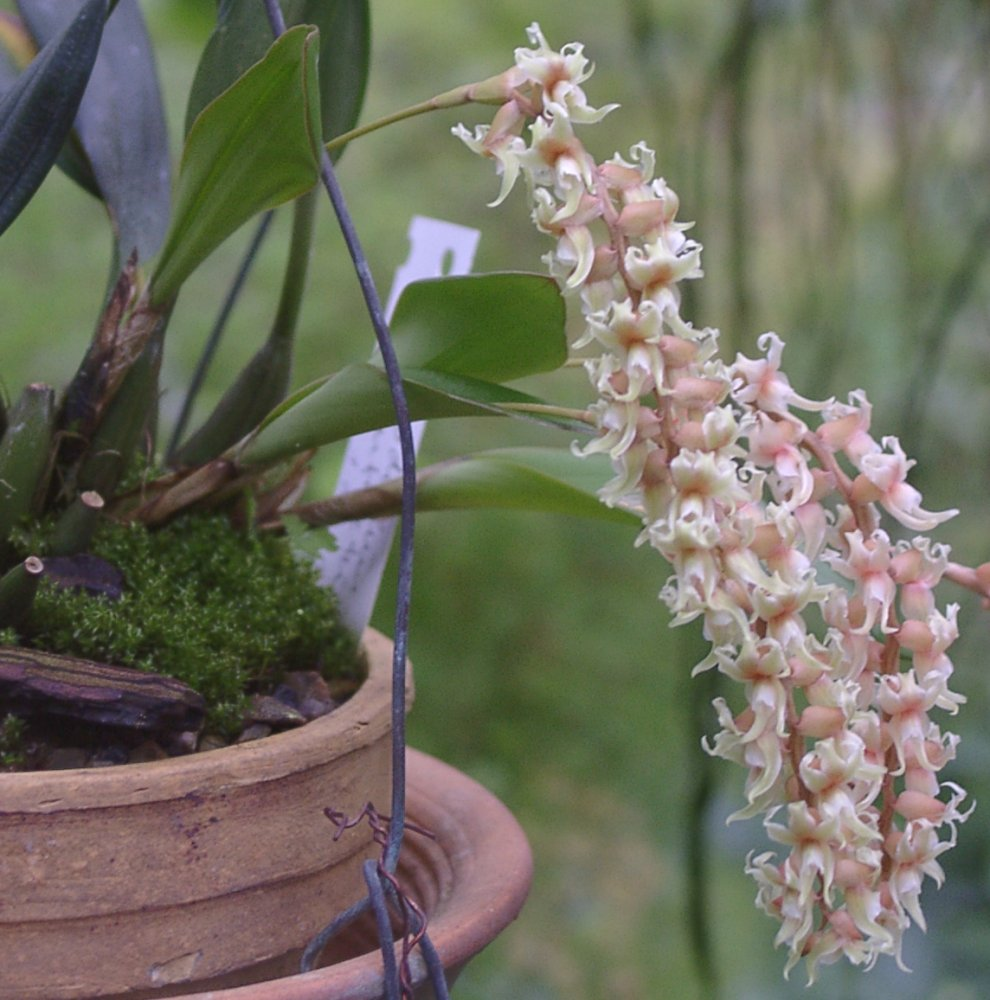
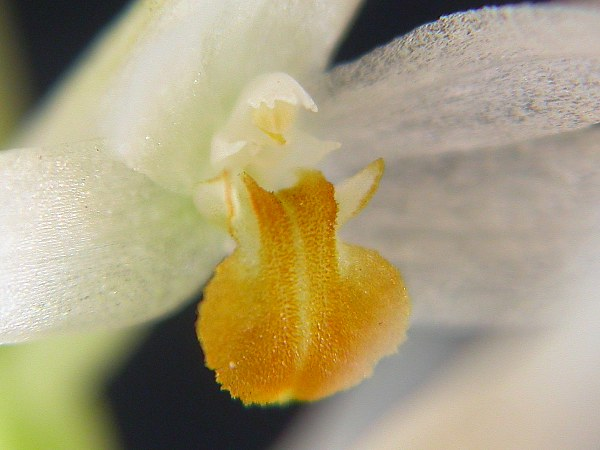
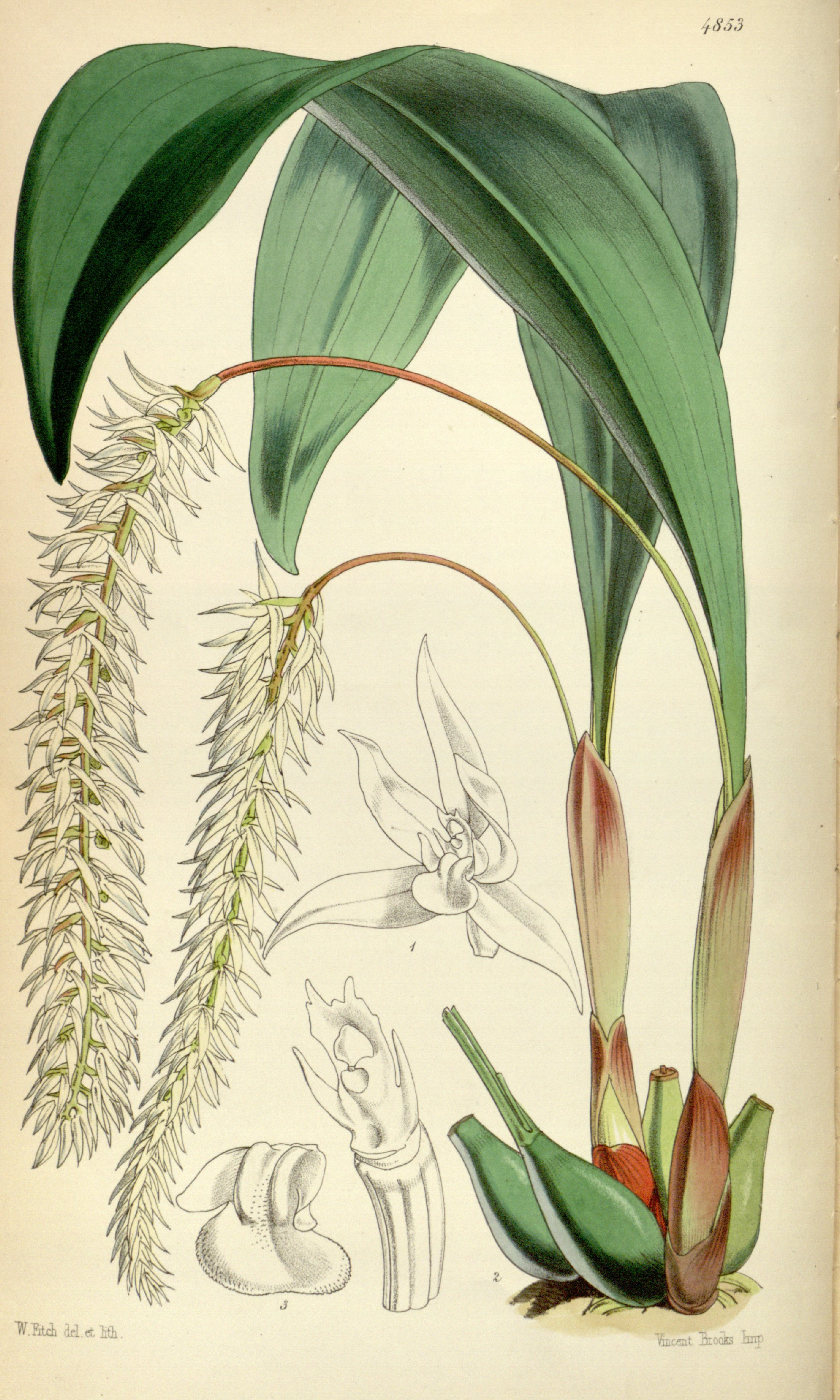
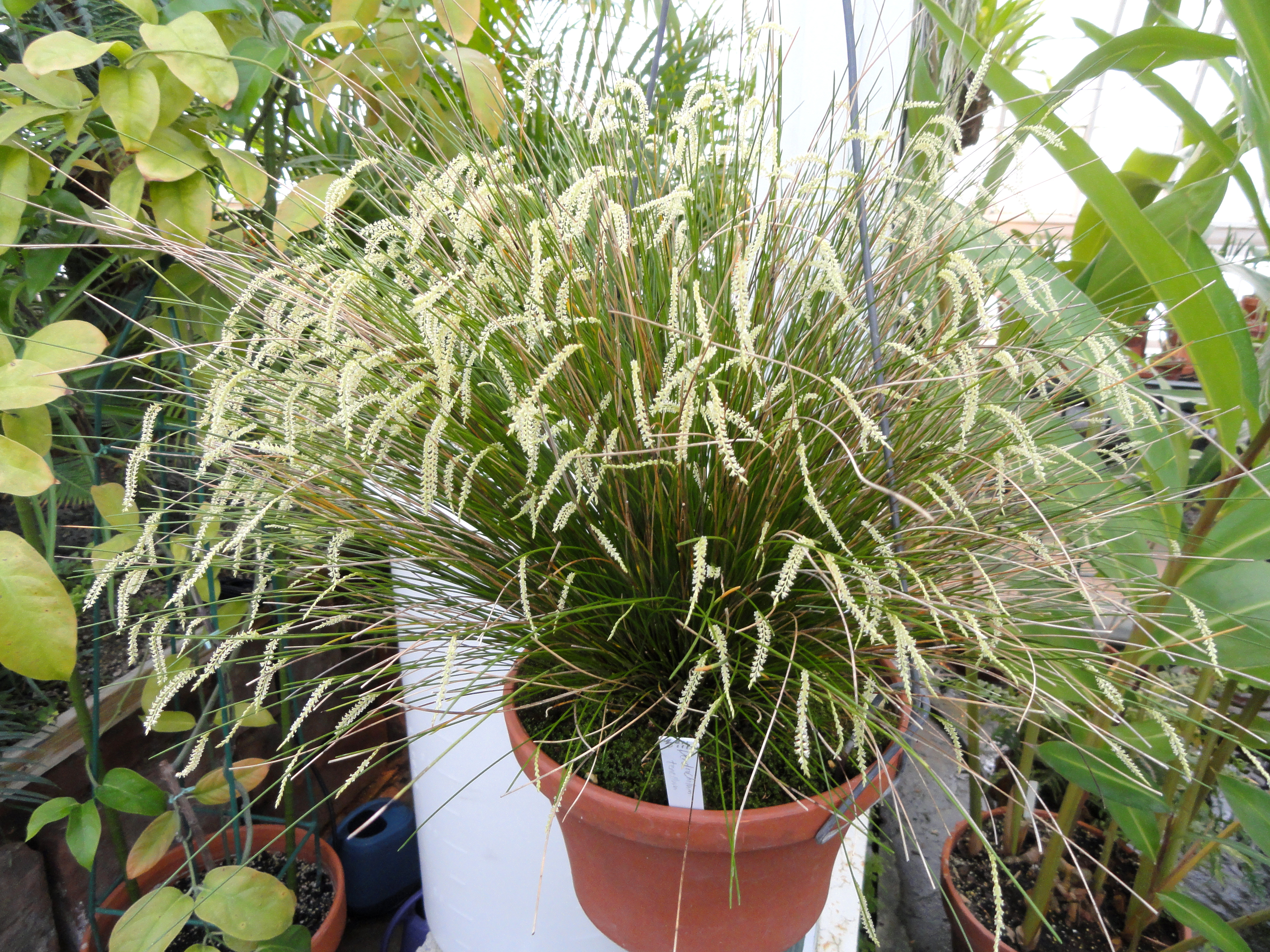
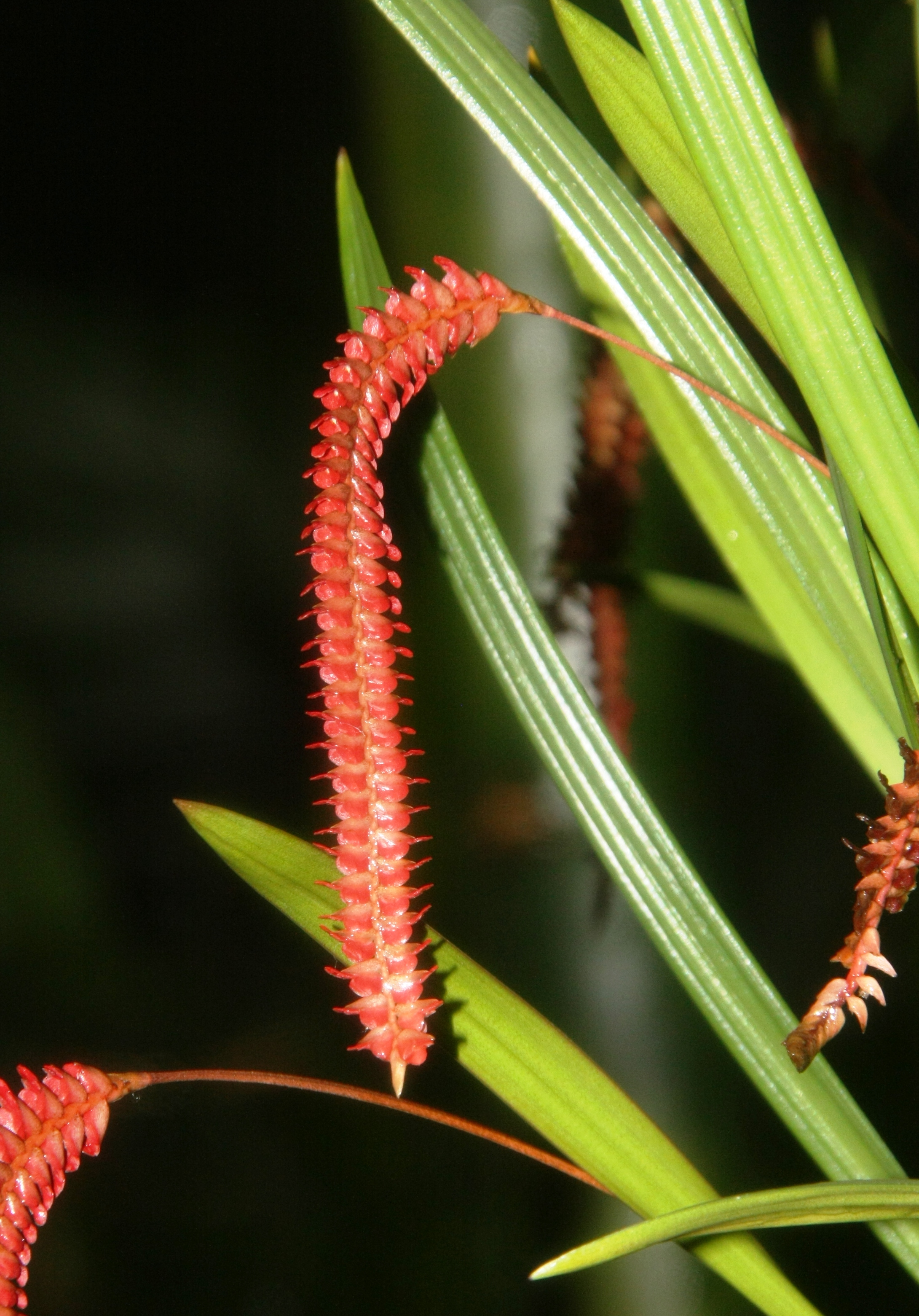

## Dottertaxa tillDendrochilum, i alfabetisk ordning[1]
- Dendrochilum abbreviatum
- Dendrochilum abortum
- Dendrochilum acuiferum
- Dendrochilum acuminatum
- Dendrochilum adpressibulbum
- Dendrochilum affine
- Dendrochilum alatum
- Dendrochilum alboviride
- Dendrochilum alpinum
- Dendrochilum ambangense
- Dendrochilum amesianum
- Dendrochilum anfractum
- Dendrochilum angustifolium
- Dendrochilum angustilobum
- Dendrochilum angustipetalum
- Dendrochilum anomalum
- Dendrochilum apiculatum
- Dendrochilum apoense
- Dendrochilum appendiculatum
- Dendrochilum arachnites
- Dendrochilum asperum
- Dendrochilum atjehense
- Dendrochilum aurantiacum
- Dendrochilum auriculare
- Dendrochilum auriculilobum
- Dendrochilum bandaharaense
- Dendrochilum banksii
- Dendrochilum barbifrons
- Dendrochilum basale
- Dendrochilum beccarii
- Dendrochilum binuangense
- Dendrochilum brachyotum
- Dendrochilum brevilabre
- Dendrochilum carinatum
- Dendrochilum carnosulilabrum
- Dendrochilum carnosum
- Dendrochilum celebesense
- Dendrochilum cinnabarinum
- Dendrochilum citrinum
- Dendrochilum cobbianum
- Dendrochilum coccineum
- Dendrochilum complectens
- Dendrochilum convallariiforme
- Dendrochilum cootesii
- Dendrochilum copelandii
- Dendrochilum cordatum
- Dendrochilum cornutum
- Dendrochilum corrugatum
- Dendrochilum crassifolium
- Dendrochilum crassilabium
- Dendrochilum crassum
- Dendrochilum croceum
- Dendrochilum cruciforme
- Dendrochilum cupulatum
- Dendrochilum curranii
- Dendrochilum cymbiforme
- Dendrochilum decipiens
- Dendrochilum dempoense
- Dendrochilum dentiferum
- Dendrochilum dewildeorum
- Dendrochilum dewindtianum
- Dendrochilum devogelii
- Dendrochilum devoogdii
- Dendrochilum dolichobrachium
- Dendrochilum dulitense
- Dendrochilum duplicibrachium
- Dendrochilum ecallosum
- Dendrochilum edanoi
- Dendrochilum edentulum
- Dendrochilum elegans
- Dendrochilum elmeri
- Dendrochilum erectilabium
- Dendrochilum exalatum
- Dendrochilum exasperatum
- Dendrochilum exiguum
- Dendrochilum exile
- Dendrochilum eximium
- Dendrochilum eymae
- Dendrochilum filiforme
- Dendrochilum fimbrilobum
- Dendrochilum flexuosum
- Dendrochilum flos-susannae
- Dendrochilum foxworthyi
- Dendrochilum fruticicola
- Dendrochilum fuscescens
- Dendrochilum galbanum
- Dendrochilum galeatum
- Dendrochilum geesinkii
- Dendrochilum gibbsiae
- Dendrochilum globigerum
- Dendrochilum glossorhynchum
- Dendrochilum glumaceum
- Dendrochilum gracile
- Dendrochilum gracilipes
- Dendrochilum graciliscapum
- Dendrochilum gramineum
- Dendrochilum graminifolium
- Dendrochilum graminoides
- Dendrochilum grandiflorum
- Dendrochilum gravenhorstii
- Dendrochilum hamatum
- Dendrochilum haslamii
- Dendrochilum hastatum
- Dendrochilum hastilobum
- Dendrochilum havilandii
- Dendrochilum heptaphyllum
- Dendrochilum hologyne
- Dendrochilum hosei
- Dendrochilum hutchinsonianum
- Dendrochilum imbricatum
- Dendrochilum imitator
- Dendrochilum incurvibrachium
- Dendrochilum insectiferum
- Dendrochilum integrilabium
- Dendrochilum irigense
- Dendrochilum javieriense
- Dendrochilum jiewhoei
- Dendrochilum joclemensii
- Dendrochilum johannis-winkleri
- Dendrochilum kabense
- Dendrochilum kamborangense
- Dendrochilum karoense
- Dendrochilum kelabitense
- Dendrochilum kingii
- Dendrochilum korintjiense
- Dendrochilum krauseanum
- Dendrochilum lacinilobum
- Dendrochilum lacteum
- Dendrochilum lamellatum
- Dendrochilum lancilabium
- Dendrochilum latibrachiatum
- Dendrochilum latifolium
- Dendrochilum latilobum
- Dendrochilum lepidum
- Dendrochilum leuserense
- Dendrochilum lewisii
- Dendrochilum linearifolium
- Dendrochilum loheri
- Dendrochilum longibracteatum
- Dendrochilum longibulbum
- Dendrochilum longicaule
- Dendrochilum longifolium
- Dendrochilum longilabre
- Dendrochilum longipedicellatum
- Dendrochilum longipes
- Dendrochilum longirachis
- Dendrochilum louisianum
- Dendrochilum lumakuense
- Dendrochilum luzonense
- Dendrochilum macgregorii
- Dendrochilum macropterum
- Dendrochilum magaense
- Dendrochilum magnum
- Dendrochilum maleolens
- Dendrochilum malindangense
- Dendrochilum marginatum
- Dendrochilum mearnsii
- Dendrochilum megalanthum
- Dendrochilum merapiense
- Dendrochilum merrillii
- Dendrochilum micholitzianum
- Dendrochilum microchilum
- Dendrochilum microscopicum
- Dendrochilum microstylum
- Dendrochilum mindanaense
- Dendrochilum mindorense
- Dendrochilum minimiflorum
- Dendrochilum mirabile
- Dendrochilum monodii
- Dendrochilum mucronatum
- Dendrochilum muluense
- Dendrochilum muriculatum
- Dendrochilum murrayi
- Dendrochilum murudense
- Dendrochilum niveum
- Dendrochilum ocellatum
- Dendrochilum ochrolabium
- Dendrochilum odoratum
- Dendrochilum oliganthum
- Dendrochilum ophiopogonoides
- Dendrochilum oreophilum
- Dendrochilum ovatum
- Dendrochilum oxyglossum
- Dendrochilum oxylobum
- Dendrochilum pachyphyllum
- Dendrochilum pallidiflavens
- Dendrochilum panduratum
- Dendrochilum pandurichilum
- Dendrochilum pangasinanense
- Dendrochilum papillitepalum
- Dendrochilum papillosum
- Dendrochilum parvipapillatum
- Dendrochilum parvulum
- Dendrochilum perplexum
- Dendrochilum philippinense
- Dendrochilum pholidotoides
- Dendrochilum planiscapum
- Dendrochilum plocoglottoides
- Dendrochilum polluciferum
- Dendrochilum prodigiosum
- Dendrochilum propinquum
- Dendrochilum pseudoscriptum
- Dendrochilum pterogyne
- Dendrochilum pubescens
- Dendrochilum pulcherrimum
- Dendrochilum pulogense
- Dendrochilum pumilum
- Dendrochilum quadrilobum
- Dendrochilum quinquangulare
- Dendrochilum quinquecallosum
- Dendrochilum quisumbingianum
- Dendrochilum ramosissimum
- Dendrochilum ravanii
- Dendrochilum reniforme
- Dendrochilum rhodobulbum
- Dendrochilum rhombeum
- Dendrochilum rhombophorum
- Dendrochilum rigidifolium
- Dendrochilum rigidulum
- Dendrochilum rotundilabium
- Dendrochilum rufum
- Dendrochilum saccatum
- Dendrochilum saccolabium
- Dendrochilum schweinfurthianum
- Dendrochilum scriptum
- Dendrochilum simile
- Dendrochilum simplex
- Dendrochilum simplicissimum
- Dendrochilum simulacrum
- Dendrochilum smithianum
- Dendrochilum spathaceum
- Dendrochilum stachyodes
- Dendrochilum stellum
- Dendrochilum stenochilum
- Dendrochilum stenophyllum
- Dendrochilum subintegrum
- Dendrochilum sublobatum
- Dendrochilum subulibrachium
- Dendrochilum sulfureum
- Dendrochilum sumatranum
- Dendrochilum suratii
- Dendrochilum taeniophyllum
- Dendrochilum talamauense
- Dendrochilum teleense
- Dendrochilum tenellum
- Dendrochilum tenompokense
- Dendrochilum tenuibulbum
- Dendrochilum tenuifolium
- Dendrochilum tenuissimum
- Dendrochilum tenuitepalum
- Dendrochilum tetradactyliferum
- Dendrochilum transversum
- Dendrochilum trilobum
- Dendrochilum truncatum
- Dendrochilum trusmadiense
- Dendrochilum tuberculatum
- Dendrochilum turpe
- Dendrochilum uncatum
- Dendrochilum undulatum
- Dendrochilum unicallosum
- Dendrochilum unicorne
- Dendrochilum vaginatum
- Dendrochilum vanoverberghii
- Dendrochilum warrenii
- Dendrochilum ventricosum
- Dendrochilum wenzelii
- Dendrochilum vestitum
- Dendrochilum wichersii
- Dendrochilum williamsii
- Dendrochilum viride
- Dendrochilum woodianum
- Dendrochilum yuccifolium
- Dendrochilum zollingeri